# بتل‌گراند (۲۰۱۷)
رزمگاه (به انگلیسی: Battleground) یک رویداد غیر رایگان (Pay-Per-View) در کشتی حرفه‌ای است که توسط کمپانی دبلیودبلیوئی و برای برند اسمک‌دَون تهیه می‌شود و این دوره‌اش هم در ۲۳ ژوئیه ۲۰۱۷ در مجموعه ورزشی وِلز فارگو سنتر در واشینگتن، دی.سی. برگزار خواهد شد.  این، پنجمین دوره از این رویداد از زمان آغاز این PPV در سال ۲۰۱۳ خواهد بود.

## زمینه‌سازی
رزمگاه شامل مسابقاتی بین دشمنی‌های موجود، ماجراهای پیش آمده و استوری‌هایی خواهد بود که پیش از این در برنامه اسمک داون پخش شده بود. کشتی‌گیرها با توجه به مسابقات یا سری اتفاقاتی که برایشان رخ می‌دهد و تنش را به حد اکثر می‌رساند، نقش منفی یا قهرمان به خود می‌گیرند.

## مسابقات ثبت شده
| # | مسابقه                                                                                           | نوع مسابقه                                                                      |
| --- | ------------------------------------------------------------------------------------------------ | ------------------------------------------------------------------------------- |
| ۱پ | ایدن اینگلیش پیروز مقابل تای دیلینجر                                                             | مسابقه تک نفره                                                                  |
| ۲ | کوین اوونز پیروز مقابل ای‌جی استایلز (c)                                                          | مسابقه تک نفره برای قهرمانی کمربند ایالات متحده                                 |
| ۳ | جان سینا پیروز مقابل روسِف                                                                        | مسابقه پرچم                                                                     |
| ۴ | شینسکه ناکامورا پیروز مقابل بارون کوربین با سلب صلاحیت                                           | مسابقه تک نفره                                                                  |
| ۵ | د نو دی (کوفی کینگستون و زیویر وودز (با همراهی بیگ ای)) پیروز مقابل د اوسوس (جیمی و جِی اوسو) (c) | مسابقه تگ تیم برای قهرمانی کمربندهای تگ تیم اسمک‌دان                             |
| ۶ | ناتالیا پیروز مقابل بکی لینچ مقابل شارلوت فلر مقابل لانا مقابل تَمینا                             | مسابقه مرگبار ۵ نفره نابودی برای تعیین رقیب #۱ کمربند زنان اسمک‌داون در سامِراِسلَم |
| ۷ | سمی زین پیروز مقابل مایک کانلیس (با همراهی ماریا کانلیس)                                         | مسابقه تک نفره                                                                  |
| ۸ | جیندر ماهال (c) پیروز مقابل رندی اورتن                                                           | مسابقه زندان پنجابی برای قهرمانی کمربند دبلیودبلیوئی                            |
| - (c) – نشان‌دهنده قهرمان(هایی) است که به میدان می‌روند - پ – نشان‌دهنده این است که مسابقه در پری–شو - *مسابقات برگزار خواهد شد |                                                                                                  |                                                                                 |